# Saale-Orla-Kreis
Saale-Orla là một huyện (Kreis) ở phía đông của Thüringen, Đức. Các huyện giáp ranh (từ phía bắc theo chiều kim đồng hồ) là: các huyện Saale-Holzland, Greiz, the Vogtlandkreis ở Sachsen, the Bavarian districts Hof và Kronach, và huyện Saalfeld-Rudolstadt.

## Lịch sử
Huyện được thành lập năm 1994 thông qua việc hợp nhất các huyện cũ Lobenstein, Pößneck và Schleiz.

## Địa lý
Sông chính chảy qua huyện này là Saale và sông Orla, hai sông cấp tên cho huyện này. Điểm cao nhất có độ cao 732,9 m trên mực nước biển ở Sieglitzberg (gần Lobenstein), điểm thấp nhất có độ cao 180 m gần Schimmersburg Langenorla. Đây là huyện núi non, nằm ở Thüringer Schiefergebirge. Đập nước ngăn sông Saale tạo thành hồ chứa ở huyện.

## Huy hiệu
| Coat of arms | Huy hiệu có hai con sư tử đại diện cho các nhà nước trong lịch sử. |

## Thị xã và đô thị
| Thị xã không thuộc ‘‘Verwaltungsgemeinschaft’’                                                                                     | và các đô thị                                                                                           |
| --- | --- |
| 1. Bad Lobenstein 2. Gefell 3. Hirschberg 4. Neustadt an der Orla 5. Pößneck 6. Saalburg-Ebersdorf 7. Schleiz 8. Tanna 9. Wurzbach | 1. Breitenhain 2. Burgk 3. Kospoda 4. Krölpa 5. Linda bei Neustadt an der Orla 6. Remptendorf 7. Stanau |

| Verwaltungsgemeinschaften | Verwaltungsgemeinschaften | Verwaltungsgemeinschaften |
| --- | --- | --- |
| 1. Oppurg 1. Bodelwitz 2. Döbritz 3. Gertewitz 4. Grobengereuth 5. Langenorla 6. Lausnitz 7. Nimritz 8. Oberoppurg 9. Oppurg1 10. Quaschwitz 11. Solkwitz 12. Weira 13. Wernburg 2. Ranis-Ziegenrück 1. Crispendorf 2. Eßbach 3. Gössitz 4. Keila 5. Moxa 6. Paska 7. Peuschen 8. Ranis1, 2 9. Schmorda 10. Schöndorf 11. Seisla 12. Wilhelmsdorf 13. Ziegenrück2 | 3. Saale-Rennsteig 1. Birkenhügel 2. Blankenberg 3. Blankenstein2 4. Harra 5. Neundorf bei Lobenstein 6. Pottiga 7. Schlegel 4. Seenplatte 1. Bucha 2. Chursdorf 3. Dittersdorf 4. Dragensdorf 5. Dreba 6. Görkwitz 7. Göschitz 8. Kirschkau 9. Knau 10. Löhma 11. Moßbach 12. Neundorf bei Schleiz 13. Oettersdorf1 14. Plothen 15. Pörmitz 16. Tegau 17. Volkmannsdorf | 5. Triptis 1. Dreitzsch 2. Geroda 3. Lemnitz 4. Miesitz 5. Mittelpöllnitz 6. Pillingsdorf 7. Rosendorf 8. Schmieritz 9. Tömmelsdorf 10. Triptis1, 2 |
| 1thủ phủ của Verwaltungsgemeinschaft;2thị xã | | |